# Coco, Mexiko
Coco är en ort i Mexiko.   Den ligger i kommunen Aldama och delstaten Chiapas, i den sydöstra delen av landet, 700 km öster om huvudstaden Mexico City. Coco ligger 1 166 meter över havet och antalet invånare är 217.
Terrängen runt Coco är kuperad åt sydväst, men åt nordost är den bergig. Runt Coco är det ganska tätbefolkat, med 134 invånare per kvadratkilometer. Närmaste större samhälle är San Cayetano, 6,3 km väster om Coco. I omgivningarna runt Coco växer i huvudsak städsegrön lövskog.